# Bulletproof (film 1996)
Bulletproof è un film del 1996 diretto da Ernest Dickerson.

## Trama
Il malvivente Archie Moses fa amicizia con Jack Carter, senza sapere che quest'ultimo è un poliziotto sotto copertura.
I due stringono una forte amicizia e nel frattempo il poliziotto riesce a farsi portare dal boss del malvivente. Qui il poliziotto viene scoperto e inizia una sparatoria. I due protagonisti si ritrovano l'uno contro l'altro. Entrambi si puntano le pistole addosso, ma il malvivente viene colpito da una carrucola e parte accidentalmente un colpo che colpisce alla testa l'amico.
Jack si salva miracolosamente e dopo una lunga riabilitazione, dove incontra la fisioterapista Tracie, che diventerà la sua compagna, torna al lavoro di poliziotto, ma non vuole più sentire parlare di Moses. Quest'ultimo viene preso dalla polizia, mentre il boss stesso vuole uccidere il malvivente, perché gli ha portato un poliziotto nel suo covo. Moses però chiede di essere arrestato da Carter per avere le scuse di quest'ultimo, perché ha tradito la sua amicizia. Mentre Carter sta portando Moses su un aereo i sicari del boss tentano di uccidere il malvivente. Muoiono tutti i poliziotti tranne i due protagonisti. Viene ucciso anche il pilota dell'aereo, ma per fortuna Moses è capace di guidare l'aereo e mette in salvo se stesso e Carter.
I due scampano ad un altro attacco dei sicari e il giorno seguente Carter porta Moses alle autorità. Ma appena lo consegna gli arriva una telefonata del boss che gli dice di portargli Moses per riavere viva la compagna.
Carter riprende Moses e, mettendosi contro le autorità stesse, scappa. I due arrivano alla casa del boss e dopo aver ucciso una serie di guardie ritrovano la compagna del poliziotto, che si rivela essere una sicaria del boss. Lei tenta ripetutamente di uccidere i due protagonisti. Ma grazie al coraggio di Moses, che si prende una pallottola al posto dell'ormai amico, i due amici uccidono il boss e arrestano la compagna di Carter.